# Alan Scott (motociclista)
Alan Scott (15 de febrero de 1965) es un piloto de motociclismo de velocidad estadounidense, que compitió regularmente en el Campeonato Mundial de Motociclismo desde 1986 hasta 1993.

## Biografía
Alan Scott debuta en el Mundial en el comienza en Gran Premio de Gran Bretaña de 1986 a mandos de una EMC sin llegar a calificar. No será hasta el Gran Premio de Francia de 1987 de 125 cc cuando acabaría participando una carrera. En 1988 ficharía por Honda y daría un salto significativo en la clasificación y se clasificaría en laa duodécima posición de la clasificación de la general de 125cc. revalidó esos buenos resultados en 1989 al acabar en décimo lugar en la general con un podio en el Gran Premio de Australia. 
La fábrica Garelli le confiará una máquina de fábrica para la temporada 1990, pero la temporada estará marcada por problemas, abandonos y no calificaciones debido al nuevo reglamento, dándole acceso a la 39.ª posición al final del campeonato. En 1993, lo veremos en la categoría 500 cc en el manillar de una Harris-Yamaha y solo realizará los 5 primeros Grandes Premios.

## Resultados en el Campeonato del Mundo de Motociclismo
Sistema de puntuación desde 1988 hasta 1991:
Sistema de puntuación desde 1988 hasta 1991:
| Posición | 1.º | 2.º | 3.º | 4.º | 5.º | 6.º | 7.º | 8.º | 9.º | 10.º | 11.º | 12.º | 13.º | 14.º | 15.º |
| Puntos   | 20  | 17  | 15  | 13  | 11  | 10  | 9   | 8   | 7   | 6    | 5    | 4    | 3    | 2    | 1    |

Sistema de puntuación desde 1993 en adelante.
Sistema de puntuación de 1993 hasta 2022:
| Posición | 1.º | 2.º | 3.º | 4.º | 5.º | 6.º | 7.º | 8.º | 9.º | 10.º | 11.º | 12.º | 13.º | 14.º | 15.º |
| Puntos   | 25  | 20  | 16  | 13  | 11  | 10  | 9   | 8   | 7   | 6    | 5    | 4    | 3    | 2    | 1    |

| Año  | Categoría | Moto          | 1       | 2       | 3       | 4       | 5       | 6       | 7       | 8       | 9       | 10      | 11      | 12      | 13     | 14      | 15    | Ptos. | Pos. |
| ---- | --------- | ------------- | ------- | ------- | ------- | ------- | ------- | ------- | ------- | ------- | ------- | ------- | ------- | ------- | ------ | ------- | ----- | ----- | ---- |
| 1986 | 125cc     | EMC           | ESP -   | NAT -   | GER -   | AUT -   | YUG -   | NED -   | BEL -   | FRA -   | GBR DNQ | SWE -   | RSM -   |         |        |         |       | 0     | -    |
| 1987 | 125cc     | EMC           |         | ESP DNQ | GER DNQ | NAT DNQ | AUT DNQ |         | NED -   | FRA 13  | GBR 21  | SWE 18  | CZE Ret | RSM Ret | POR 14 |         |       | 0     | -    |
| 1988 | 125cc     | Honda         |         |         | ESP -   |         | NAT 13  | GER Ret | AUT 18  | NED 20  | BEL 6   | YUG 9   | FRA Ret | GBR 5   | SWE 15 | CZE 10  |       | 38    | 12.º |
| 1989 | 125cc     | Honda         | JAP 13  | AUS 3   |         | ESP 6   | NAC Ret | ALE 22  | AUT 9   |         | NED 14  | BEL Ret | FRA Ret | GBR Ret | SUE 7  | CHE 8   |       | 54    | 10.º |
| 1990 | 125cc     | Garelli       | JAP Ret |         | ESP Ret | NAC DNQ | ALE -   | AUT 15  | YUG Ret | NED DNQ | BEL DNQ | FRA DNQ | GBR Ret | SUE Ret | CHE -  | HUN Ret | AUS - | 1     | 39.º |
| 1991 | 250cc     | Yamaha        | JAP -   | AUS -   | USA Ret | ESP -   | ITA -   | ALE -   | AUT -   | EUR -   | NED -   | FRA -   | GBR -   | RSM -   | CHE -  | LMA -   | MAL - | 0     | -    |
| 1993 | 500cc     | Harris Yamaha | AUS 22  | MAL 26  | JAP 21  | ESP Ret | AUT Ret | ALE -   | NED -   | EUR -   | RSM -   | GBR -   | CZE -   | ITA -   | USA -  | FIM -   |       | 0     | -    |

| Color     | Resultado                                                               |
| --------- | ----------------------------------------------------------------------- |
| Oro       | Ganador                                                                 |
| Plata     | 2.ª plaza                                                               |
| Bronce    | 3.ª plaza                                                               |
| Verde     | Finalizó en los puntos                                                  |
| Azul      | Finalizó sin puntos                                                     |
| Azul      | NC - No clasificado                                                     |
| Violeta   | Ret - No terminó (Carrera)                                              |
| Rojo      | DNQ - No se clasificó                                                   |
| Negro     | DSQ - Descalificado                                                     |
| Blanco    | DNS - No empezó (carrera)                                               |
| Blanco    | WD - Retirado (fin de semana)                                           |
| Blanco    | C - Carrera cancelada                                                   |
| Sin color | DNP - Inscrito pero no participó                                        |
| Sin color | INJ - Lesionado                                                         |
| Sin color | EX - Excluido                                                           |
| Estado    | Resultado                                                               |
| Negrita   | Pole position                                                           |
| Cursiva   | Vuelta rápida                                                           |
| †         | Abandona, pero clasifica al completar el porcentaje requerido para ello |